# Florian Fanieljes IJssalon
Florian Fanieljes IJssalon (Engels: Florean Fortescue's Ice Cream Parlour), onder leiding van Florian Fanielje, was een winkel die voorkomt in de Harry Potter-boekenreeks van de Britse schrijfster J.K. Rowling.
Fanielje verkocht onder andere ijs, inclusief sorbets, die men kon nuttigen aan tafeltjes op het terras aan de Wegisweg. Harry heeft hier veel plezierige uren doorgebracht terwijl hij zijn huiswerk maakte in de zomervakantie voorafgaand aan zijn derde schooljaar (Harry Potter en de Gevangene van Azkaban). Meneer Fanielje zelf heeft hem geholpen met een opstel over de historische heksenverbrandingen en gaf hem elk half uur een gratis sorbet.
In Harry's zesde jaar (Harry Potter en de Halfbloed Prins) was de ijssalon dichtgetimmerd en werd Fanielje vermist.